# 11868 Kleinrichert
11868 Kleinrichert eller 1989 TY är en asteroid i huvudbältet som upptäcktes den 2 oktober 1989 av den amerikanska astronomen Richard P. Binzel vid MDM-observatoriet. Den är uppkallad efter upptäckarens fru, Michelle Kleinrichert Binzel.
Asteroiden har en diameter på ungefär 6 kilometer.